# Îles Gilbert et Ellice
Pour les articles homonymes, voir Gilbert et Ellice.
1916–1975
Entités précédentes :
- Îles Gilbert
- Îles Ellice

Entités suivantes :
- Îles Gilbert
- Îles Ellice

Les Îles Gilbert et Ellice, en anglais Gilbert and Ellice Islands, forment une colonie britannique située dans l'océan Pacifique et constituée de la réunion des protectorats des Îles Gilbert et des Îles Ellice le 12 janvier 1916.
Le 1er octobre 1975, la colonie reprend le nom d'Îles Gilbert avec la séparation des Îles Ellice, puis prend fin en 1979 avec l'indépendance des Îles Gilbert qui prennent le nom de Kiribati.

## Géographie

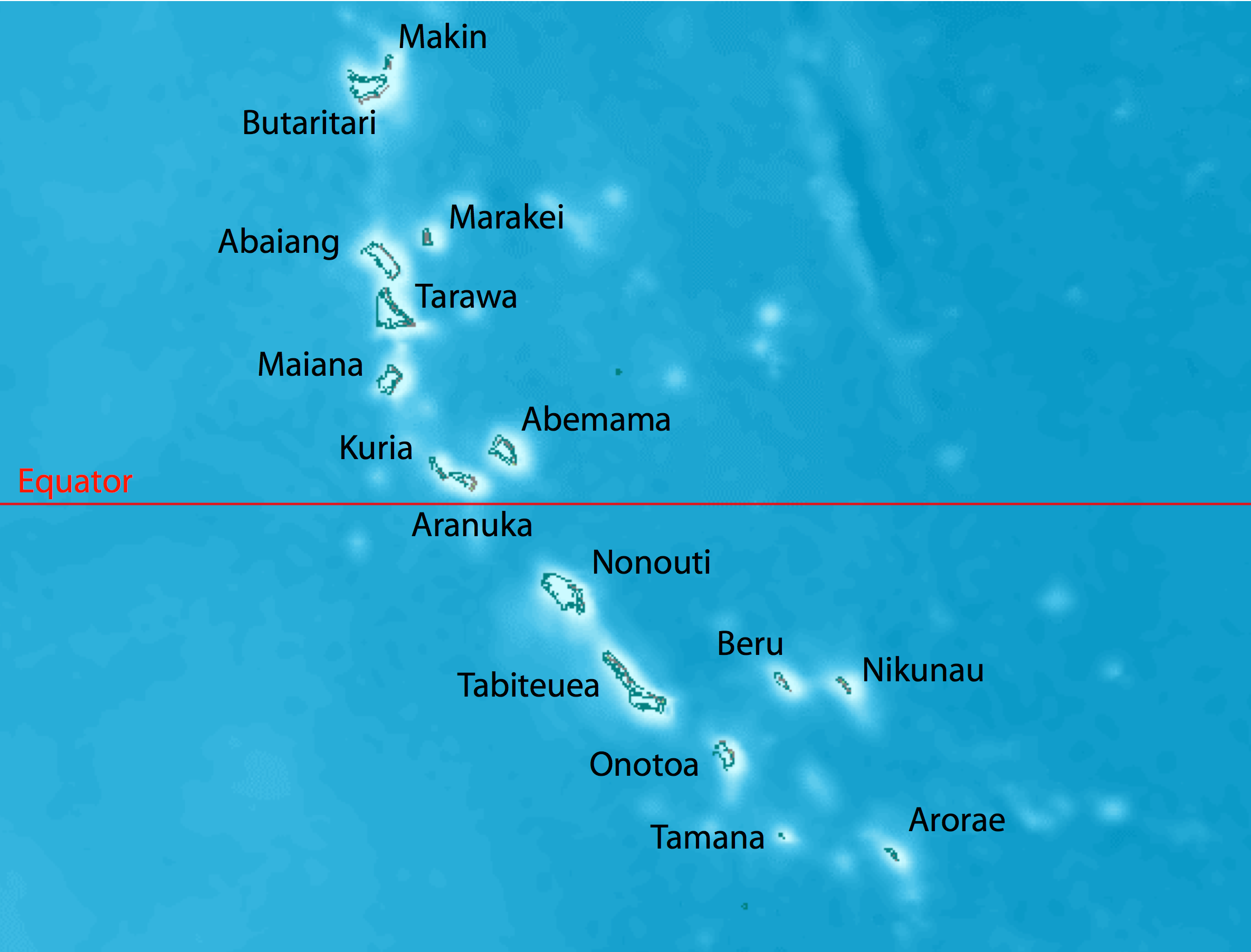
Carte des Îles Gilbert.

La colonie des Îles Gilbert et Ellice est située dans l'océan Pacifique et se compose des îles Gilbert, actuellement les Kiribati, et des îles Ellice, actuellement les Tuvalu. Les trois atolls des Tokelau en font un temps partie sous le nom d'« îles de l'Union ».

## Histoire
Les Îles Gilbert et Ellice sont créées en 1892 par la réunion des protectorats britanniques des Îles Gilbert et des Îles Ellice, devenue colonie le 12 janvier 1916. La colonie est séparée en deux le 1er octobre 1975 sur demande des habitants des Îles Ellice, avec la « séparation » des Îles Gilbert voisines, qui deviennent une autre colonie. Cette dernière, avec d'autres archipels, forment plus tard les Kiribati. Les Îles Ellice restent colonie britannique avant d'accéder à l'indépendance le 1er octobre 1978 sous le nom de Tuvalu. Cette scission des deux archipels, appelée officiellement « séparation », semble due à des tensions générées par les deux communautés linguistiques parlant le tuvaluan et le gilbertin et ce dans le cadre de la préparation à une future autonomie, avec comme précédent la sécession d'Anguilla.
De 1877 et à 1976, les Îles Gilbert et les Îles Ellice font partie des Territoires britanniques du Pacifique occidental. Les Îles Gilbert et Ellice sont connues des Britanniques notamment grâce aux émissions de la BBC où Sir Arthur Grimble, un ancien commissaire résident de l'office colonial, les rend célèbres[Comment ?]. Elles sont surnommées les « Cendrillon de l'Empire » par Henry Evans Maude, un autre haut-commissaire, pour insister sur leur état général d'abandon par rapport à la métropole en raison de leur éloignement, du manque de ressources (hormis le minerai de phosphate de Banaba) et de l'absence d'enjeux stratégiques.
Au cours de la Seconde Guerre mondiale, les Îles Gilbert et Ellice sont le siège de plusieurs batailles dans le cadre de la guerre du Pacifique et sont partiellement occupées par les Japonais.